# Wydział Filologiczno-Historyczny Uniwersytetu Jana Kochanowskiego w Kielcach
Wydział Filologiczno-Historyczny Uniwersytetu Jana Kochanowskiego w Kielcach – nieistniejący wydział Uniwersytetu Jana Kochanowskiego w Kielcach.

## Kierunki kształcenia
Dostępne kierunki (studia I i II stopnia):  
- Administracja (studia stacjonarne i niestacjonarne)
- Administration (studia stacjonarne w języku angielskim)
- Filologia angielska (studia stacjonarne i niestacjonarne)
- Historia (studia stacjonarne i niestacjonarne)

## Struktura organizacyjna

### Instytut Historii i Stosunków Międzynarodowych
Dyrektor: dr hab. Janusz Budziński
- Zakład Historii Powszechnej
- Zakład Historii Polski
- Zakład Prawa Administracyjnego i Nauk o Administracji

### Katedra Filologii Angielskiej
Kierownik: dr hab. Katarzyna Szmigiero
- Pracownia Literatury i Kultury Anglojęzycznej
- Pracownia Języka Angielskiego
- Pracownia Językoznawstwa Stosowanego

## Władze Wydziału
W kadencji 2016–2020:  
| Stanowisko | Imię i nazwisko                  |
| ---------- | -------------------------------- |
| Dziekan    | dr hab. Jacek Bonarek            |
| Prodziekan | dr hab. Wojciech Baran-Kozłowski |